# Karl Wisoko-Meytsky
Karl Wilhelm Ludwig Wisoko-Meytsky (* 7. Oktober 1885 in Meidling; † 11. März 1965 in Wien) war ein österreichischer Beamter und Verwaltungsjurist. Er war 1950 auch kurzzeitig Generaldirektor des Kunsthistorischen Museums.

## Leben
Karl Wisoko-Meytsky, Sohn aus einer adeligen Beamten- und Offiziersfamilie, studierte an der Universität Wien Jura (Promotion 1908), nebenbei auch Englisch und Französisch sowie u. a. Geige bei Franz Mairecker und Theorie bei Hermann Graedener. Sein Großvater, Ludwig Wenzel Peter von Wisoko-Meytsky (1824–1910), war k.k. Oberpolizeirath und Leiter des Polizei Kommissariates in Sechshaus, seine Schwester Emilia verheiratet mit Hans Lauda, dem Großvater von Niki Lauda und seine andere Schwester Maria verheiratet mit Eugen Tinz, zuletzt Generalmajor der Polnischen Armee. Karl heiratete im Alter von 59 die verwitwete Gesangslehrerin Berta Geller, eine Tochter der Gesangsprofessorin an der Staatsakademie für Musik Minna Singer-Burian. In jungen Jahres war er sportlich aktiv und ist z. B. Mitglied im Union Yacht Club Wien, im Vorstand des Österreichischen Schi Verbandes oder auch Tourenruderer
Karl trat 1908 als Rechtspraktikant in den Staatsdienst ein und war von 1909 bis 1915 Konzipient bei der k.k. Finanzprokuratur (zum Schluss Adjunkt). 1915 trat er nach der Landsturm-Musterung in die k.k. Armee ein und nahm als Offizier beim Feldhaubitzenregiment Nr. 2 (später Nr. 25) (zuletzt Leutnant der Reserve) am 1. Weltkrieg teil. Dort werden ihm dreimal Tapferkeitsmedaillen verliehen. Während eines Heimaturlaubes wurde er vom Ernährungsamt, einer gerade neu geschaffenen Sektion im Innenministerium einbezogen (siehe auch Geschichte der Volksernährung (Österreich)) und verblieb dort als Ministerial Vize-Sekretär bis 1921. Es folgte ein Jahr als Sektionsrat im Staatsamt für Land- und Forstwirtschaft und wechselte 1922 in die Bundestheaterverwaltung, wo er bis 1931 als Hofrat blieb. Danach wechselte er in das Bundesministerium für Unterricht und wurde Abteilungsleiter zuständig für Kunst und Kultur.
Nach dem Anschluss Österreichs wurde er pensioniert und erst 1945 rehabilitiert und kehrte wieder in das Unterrichtsministerium zurück. Während der Nazi-Zeit arbeitet er als Musikjournalist und Produktionsleiter bei der Zeichenfilm G.m.b.H.
Während der ersten Nachkriegsjahre war Karl Wisoko-Meytsky entscheidend mitbeteiligt, die Kunst- und Kulturszene wieder aufzubauen. Seinen letzten Karriereschritt unternahm Wisoko 1950 mit der Ernennung zum Generaldirektor der Staatlichen Kunstsammlungen und kulturhistorischen Sammlungen und administrativer Direktor der kulturhistorischen Sammlungen.

## Schaffen
Karl Wisoko-Meytsky war ein großer Förderer der Musik- und Kunstszene in Wien während der 1. Republik und auch nach dem Zweiten Weltkrieg zu einer Zeit wo öffentliche finanzielle Mittel zur Förderung von Kunst und Kultur nur spärlich flossen. Er war u. a. beim Aufbau des Österreichischen Films aktiv (Filmpreisausschreibung für Völkerverständigung), war für die Organisation der Einrichtung der Hochschule für Musik und darstellende Kunst mitverantwortlich oder auch am Wiederaufbau der Wiener Symphoniker beteiligt (Vorstandsmitglied im Verein der Wiener Symphoniker 1948).

## Veröffentlichungen
- Die Hofmusikkapelle und die Hofburgkapelle in Wien Hofmusikkapelle, Wien, 3. Auflage 1965, ISBN
- Bruckner und die Wiener Hofmusikkapelle. In: Österreichische Musikzeitschrift Jg. 11 (Wien 1956) S. 326–327
- Die Salzburger Festspiele, die Hofmusikkapelle und Anton Bruckner. In: Österreichische Musikzeitschrift Jg. 5 (Wien 1950) S. 155–156
- Monsignore Josef Schnitt. In: Österreichische Musikzeitschrift | Band 10: Heft JG doi:10.7767/omz.1955.10.jg.390b
- Staat und Musik in den letzten 100 Jahren, in 100 Jahre Unterrichtsministerium 1848–1948. Festschrift des Bundesministeriums für Unterricht in Wien, E. Loebenstein Wien: ÖBV, 1948, S. 321–332

## Auszeichnungen
- 1916 Silberne Tapferkeitsmedaille II. Klasse
- 1916 Bronzene Tapferkeitsmedaille
- 1916 Karl Truppenkreuz
- 1917 Kriegskreuz für Zivilverdienste III. Klasse
- 1929 Goldenes Ehrenzeichen für Verdienste um die Republik Österreich
- 1955 Berufstitel 'Professor'